# Saison 1997 de la WTA
Vainqueurs des tournois majeurs
Résultats des tournois de tennis organisés par la WTA en 1997.

## Résumé de la saison
La saison 1997 de la Women's Tennis Association (WTA) est marquée par le cavalier seul de la jeune Martina Hingis sur le circuit féminin. Victorieuse de quelque douze tournois, la Suissesse ne manque le Grand Chelem que d'un match, seulement battue par Iva Majoli en finale à Roland-Garros. Dès le 31 mars, elle devient numéro un mondiale à seize ans, six mois et un jour.
1997 voit a contrario le déclin des joueuses dominantes dans la première moitié des années 1990. Steffi Graf, blessée, ne joue que cinq tournois, contrainte d'arrêter sa saison à l'issue de Roland-Garros. Les Espagnoles Arantxa Sánchez et Conchita Martínez finissent l'année bredouilles pour la première fois depuis 1987 tandis que Monica Seles, hors de forme, s'impose à trois occasions.
Loin derrière Hingis, Jana Novotná (quatre titres y compris les Masters) et Lindsay Davenport (six) finissent l'année respectivement deuxième et troisième mondiales. 
Venus Williams atteint à dix-sept ans sa toute première finale sur le circuit professionnel, à Flushing Meadows.
La France enfin, emmenée par Mary Pierce, enlève pour la première fois de son histoire la Fed Cup face aux Pays-Bas en finale.
En double, Natasha Zvereva triomphe dans les trois premiers Majeurs de la saison, abandonnant l'US Open à la paire Davenport-Novotná.

## Organisation de la saison
Indépendamment des 4 tournois du Grand Chelem (organisés par l'ITF), la saison 1997 de la WTA se compose des tournois suivants :
- les tournois Tier I (9),
- les tournois Tier II (15),
- les tournois Tier III, Tier IV, Tier V (22)
- Les Masters de fin de saison

La saison 1997 compte donc 51 tournois.
À ce calendrier s'ajoute aussi l'épreuve par équipes nationales : la Fed Cup.

## Palmarès

### Simple
| No | Date       | Nom et lieu du tournoi                              | Catégorie | Dotation    | Surface         | Vainqueure         | Finaliste                    | Score         |         |
| -- | ---------- | --------------------------------------------------- | --------- | ----------- | --------------- | ------------------ | ---------------------------- | ------------- | ------- |
| 1  | 30/12/1996 | ASB Bank Classic, Auckland                          | Tier IV   | 107 500 $   | Dur (ext.)      | Marion Maruska     | Judith Wiesner               | 6-3, 6-1      | Tableau |
| 2  | 01/01/1997 | Gold Coast Classic, Gold Coast                      | Tier III  | 164 250 $   | Dur (ext.)      | Elena Likhovtseva  | Ai Sugiyama                  | 3-6, 7-6, 6-3 | Tableau |
| 3  | 06/01/1997 | ANZ Tasmanian International, Hobart                 | Tier IV   | 107 500 $   | Dur (ext.)      | Dominique Monami   | Marianne Werdel              | 6-3, 6-3      | Tableau |
| 4  | 06/01/1997 | Sydney International, Sydney                        | Tier II   | 342 500 $   | Dur (ext.)      | Martina Hingis     | Jennifer Capriati            | 6-1, 5-7, 6-1 | Tableau |
| 5  | 13/01/1997 | Ford Australian Open, Melbourne                     | G. Chelem | 4 058 100 $ | Dur (ext.)      | Martina Hingis     | Mary Pierce                  | 6-2, 6-2      | Tableau |
| 6  | 27/01/1997 | Toray Pan Pacific Open, Tokyo                       | Tier I    | 926 250 $   | Moquette (int.) | Martina Hingis     | Steffi Graf                  | Forfait       | Tableau |
| 7  | 03/02/1997 | EA-Generali Austrian Open, Linz                     | Tier III  | 164 250 $   | Moquette (int.) | Chanda Rubin       | Karina Habšudová             | 6-4, 6-2      | Tableau |
| 8  | 10/02/1997 | Open Gaz de France, Paris                           | Tier II   | 450 000 $   | Moquette (int.) | Martina Hingis     | Anke Huber                   | 6-3, 3-6, 6-3 | Tableau |
| 9  | 17/02/1997 | IGA Tennis Classic, Oklahoma City                   | Tier III  | 164 250 $   | Dur (int.)      | Lindsay Davenport  | Lisa Raymond                 | 6-4, 6-2      | Tableau |
| 10 | 17/02/1997 | Faber Grand Prix, Hanovre                           | Tier II   | 450 000 $   | Moquette (int.) | Iva Majoli         | Jana Novotná                 | 4-6, 7-6, 6-4 | Tableau |
| 11 | 07/03/1997 | State Farm Evert Cup, Indian Wells                  | Tier I    | 1 250 000 $ | Dur (ext.)      | Lindsay Davenport  | Irina Spîrlea                | 6-2, 6-1      | Tableau |
| 12 | 20/03/1997 | The Lipton Championships, Miami                     | Tier I    | 1 750 000 $ | Dur (ext.)      | Martina Hingis     | Monica Seles                 | 6-2, 6-1      | Tableau |
| 13 | 31/03/1997 | Family Circle Mag. Cup, Hilton Head                 | Tier I    | 926 250 $   | Terre (ext.)    | Martina Hingis     | Monica Seles                 | 3-6, 6-3, 7-6 | Tableau |
| 14 | 07/04/1997 | Bausch & Lomb Championships, Amelia Island          | Tier II   | 450 000 $   | Terre (ext.)    | Lindsay Davenport  | Mary Pierce                  | 6-2, 6-3      | Tableau |
| 15 | 14/04/1997 | Japan Open, Tokyo                                   | Tier III  | 164 250 $   | Dur (ext.)      | Ai Sugiyama        | Amy Frazier                  | 4-6, 6-4, 6-4 | Tableau |
| 16 | 21/04/1997 | Lotto Open, Budapest                                | Tier IV   | 107 500 $   | Terre (ext.)    | Amanda Coetzer     | Sabine Appelmans             | 6-1, 6-3      | Tableau |
| 17 | 21/04/1997 | Danamon Open, Jakarta                               | Tier IV   | 107 500 $   | Dur (ext.)      | Naoko Sawamatsu    | Yuka Yoshida                 | 6-3, 6-2      | Tableau |
| 18 | 28/04/1997 | Croatian Ladies Open, Bol                           | Tier IV   | 107 500 $   | Terre (ext.)    | Mirjana Lučić      | Corina Morariu               | 7-5, 6-7, 7-6 | Tableau |
| 19 | 28/04/1997 | Rexona Cup, Hambourg                                | Tier II   | 450 000 $   | Terre (ext.)    | Iva Majoli         | Ruxandra Dragomir            | 6-3, 6-2      | Tableau |
| 20 | 05/05/1997 | Italian Open, Rome                                  | Tier I    | 926 250 $   | Terre (ext.)    | Mary Pierce        | Conchita Martínez            | 6-4, 6-0      | Tableau |
| 21 | 12/05/1997 | Welsh International Open, Cardiff                   | Tier IV   | 107 500 $   | Terre (ext.)    | Virginia Ruano     | Alexia Dechaume              | 6-1, 3-6, 6-2 | Tableau |
| 22 | 12/05/1997 | German Open, Berlin                                 | Tier I    | 926 250 $   | Terre (ext.)    | Mary Joe Fernández | Mary Pierce                  | 6-4, 6-2      | Tableau |
| 23 | 19/05/1997 | Open Paginas Amarillas, Madrid                      | Tier III  | 175 000 $   | Terre (ext.)    | Jana Novotná       | Monica Seles                 | 7-5, 6-1      | Tableau |
| 24 | 19/05/1997 | Internationaux de Strasbourg, Strasbourg            | Tier III  | 250 000 $   | Terre (ext.)    | Steffi Graf        | Mirjana Lučić                | 6-2, 7-5      | Tableau |
| 25 | 26/05/1997 | Roland-Garros, Paris                                | G. Chelem | 4 566 003 $ | Terre (ext.)    | Iva Majoli         | Martina Hingis               | 6-4, 6-2      | Tableau |
| 26 | 09/06/1997 | DFS Classic, Birmingham                             | Tier III  | 164 250 $   | Gazon (ext.)    | Nathalie Tauziat   | Yayuk Basuki                 | 2-6, 6-2, 6-2 | Tableau |
| 27 | 16/06/1997 | Heineken Trophy, Rosmalen                           | Tier III  | 164 250 $   | Gazon (ext.)    | Ruxandra Dragomir  | Miriam Oremans               | 5-7, 6-2, 6-4 | Tableau |
| 28 | 16/06/1997 | Direct Line International Championships, Eastbourne | Tier II   | 450 000 $   | Gazon (ext.)    | NC                 | Arantxa Sánchez Jana Novotná | Pluie         | Tableau |
| 29 | 23/06/1997 | The Championships, Wimbledon                        | G. Chelem | 4 083 056 $ | Gazon (ext.)    | Martina Hingis     | Jana Novotná                 | 2-6, 6-3, 6-3 | Tableau |
| 30 | 14/07/1997 | Skoda Czech Open, Prague                            | Tier IV   | 160 000 $   | Terre (ext.)    | Joannette Kruger   | Marion Maruska               | 6-1, 6-1      | Tableau |
| 31 | 14/07/1997 | Torneo Internazionale, Palerme                      | Tier IV   | 163 000 $   | Terre (ext.)    | Sandrine Testud    | Elena Makarova               | 7-5, 6-3      | Tableau |
| 32 | 21/07/1997 | Warsaw Cup by Heros, Varsovie                       | Tier III  | 164 250 $   | Terre (ext.)    | Barbara Paulus     | Henrieta Nagyová             | 6-4, 6-4      | Tableau |
| 33 | 21/07/1997 | Bank of the West Classic, Stanford                  | Tier II   | 450 000 $   | Dur (ext.)      | Martina Hingis     | Conchita Martínez            | 6-0, 6-2      | Tableau |
| 34 | 28/07/1997 | Styria Open, Maria Lankowitz                        | Tier IV   | 107 500 $   | Terre (ext.)    | Barbara Schett     | Henrieta Nagyová             | 3-6, 6-2, 6-3 | Tableau |
| 35 | 28/07/1997 | Toshiba Classic, San Diego                          | Tier II   | 450 000 $   | Dur (ext.)      | Martina Hingis     | Monica Seles                 | 7-6, 6-4      | Tableau |
| 36 | 04/08/1997 | Acura Classic, Los Angeles                          | Tier II   | 450 000 $   | Dur (ext.)      | Monica Seles       | Lindsay Davenport            | 5-7, 7-5, 6-4 | Tableau |
| 37 | 11/08/1997 | Omnium du Maurier, Toronto                          | Tier I    | 926 250 $   | Dur (ext.)      | Monica Seles       | Anke Huber                   | 6-2, 6-4      | Tableau |
| 38 | 18/08/1997 | US Hardcourt Championships, Atlanta                 | Tier II   | 450 000 $   | Dur (ext.)      | Lindsay Davenport  | Sandrine Testud              | 6-4, 6-1      | Tableau |
| 39 | 25/08/1997 | US Open, Flushing Meadows                           | G. Chelem | 4 976 000 $ | Dur (ext.)      | Martina Hingis     | Venus Williams               | 6-0, 6-4      | Tableau |
| 40 | 15/09/1997 | Toyota Princess Cup, Tokyo                          | Tier II   | 450 000 $   | Dur (ext.)      | Monica Seles       | Arantxa Sánchez              | 6-1, 3-6, 7-6 | Tableau |
| 41 | 22/09/1997 | Wismilak International, Surabaya                    | Tier IV   | 155 340 $   | Dur (ext.)      | Dominique Monami   | Lenka Němečková              | 6-1, 6-3      | Tableau |
| 42 | 22/09/1997 | Sparkassen Cup International GP, Leipzig            | Tier II   | 450 000 $   | Moquette (int.) | Jana Novotná       | Amanda Coetzer               | 6-2, 4-6, 6-3 | Tableau |
| 43 | 06/10/1997 | Porsche Tennis GP, Filderstadt                      | Tier II   | 450 000 $   | Dur (int.)      | Martina Hingis     | Lisa Raymond                 | 6-4, 6-2      | Tableau |
| 44 | 13/10/1997 | European Indoor Championships, Zurich               | Tier I    | 926 250 $   | Moquette (int.) | Lindsay Davenport  | Nathalie Tauziat             | 7-6, 7-5      | Tableau |
| 45 | 20/10/1997 | Challenge Bell, Québec                              | Tier III  | 164 250 $   | Moquette (int.) | Brenda Schultz     | Dominique Monami             | 6-4, 6-7, 7-5 | Tableau |
| 46 | 20/10/1997 | SEAT Open, Luxembourg                               | Tier III  | 164 250 $   | Moquette (int.) | Amanda Coetzer     | Barbara Paulus               | 6-4, 3-6, 7-5 | Tableau |
| 47 | 27/10/1997 | Kremlin Cup, Moscou                                 | Tier I    | 926 250 $   | Moquette (int.) | Jana Novotná       | Ai Sugiyama                  | 6-3, 6-4      | Tableau |
| 48 | 03/11/1997 | Ameritech Cup, Chicago                              | Tier II   | 450 000 $   | Moquette (int.) | Lindsay Davenport  | Nathalie Tauziat             | 6-0, 7-5      | Tableau |
| 49 | 10/11/1997 | Advanta Championships, Philadelphie                 | Tier II   | 450 000 $   | Moquette (int.) | Martina Hingis     | Lindsay Davenport            | 7-5, 6-7, 7-6 | Tableau |
| 50 | 17/11/1997 | Volvo Women’s Open, Pattaya                         | Tier IV   | 107 500 $   | Dur (ext.)      | Henrieta Nagyová   | Dominique Monami             | 7-5, 6-7, 7-5 | Tableau |
| 51 | 17/11/1997 | Chase Championships, New York                       | Masters   | 2 000 000 $ | Moquette (int.) | Jana Novotná       | Mary Pierce                  | 7-6, 6-2, 6-3 | Tableau |

### Double
| No | Date       | Nom et lieu du tournoi                             | Catégorie | Dotation    | Surface         | Vainqueures                          | Finalistes                                              | Score         |         |
| -- | ---------- | -------------------------------------------------- | --------- | ----------- | --------------- | ------------------------------------ | ------------------------------------------------------- | ------------- | ------- |
| 1  | 30/12/1996 | ASB Bank Classic Auckland                          | Tier IV   | 107 500 $   | Dur (ext.)      | Janette Husárová Dominique Monami    | Aleksandra Olsza Elena Pampoulova                       | 6-2, 6-7, 6-3 | Tableau |
| 2  | 01/01/1997 | Gold Coast Classic Gold Coast                      | Tier III  | 164 250 $   | Dur (ext.)      | Naoko Kijimuta Nana Miyagi           | Ruxandra Dragomir Silvia Farina                         | 7-6, 6-1      | Tableau |
| 3  | 06/01/1997 | ANZ Tasmanian International Hobart                 | Tier IV   | 107 500 $   | Dur (ext.)      | Naoko Kijimuta Nana Miyagi           | Barbara Rittner Dominique Monami                        | 6-3, 6-1      | Tableau |
| 4  | 06/01/1997 | Sydney International Sydney                        | Tier II   | 342 500 $   | Dur (ext.)      | Gigi Fernández Arantxa Sánchez       | Lindsay Davenport Natasha Zvereva                       | 6-3, 6-1      | Tableau |
| 5  | 13/01/1997 | Ford Australian Open Melbourne                     | G. Chelem | 4 058 100 $ | Dur (ext.)      | Martina Hingis Natasha Zvereva       | Lindsay Davenport Lisa Raymond                          | 6-2, 6-2      | Tableau |
| 6  | 27/01/1997 | Toray Pan Pacific Open Tokyo                       | Tier I    | 926 250 $   | Moquette (int.) | Lindsay Davenport Natasha Zvereva    | Gigi Fernández Martina Hingis                           | 6-4, 6-3      | Tableau |
| 7  | 03/02/1997 | EA-Generali Austrian Open Linz                     | Tier III  | 164 250 $   | Moquette (int.) | Alexandra Fusai Nathalie Tauziat     | Eva Melicharová Helena Vildová                          | 4-6, 6-3, 6-1 | Tableau |
| 8  | 10/02/1997 | Open Gaz de France Paris                           | Tier II   | 450 000 $   | Moquette (int.) | Martina Hingis Jana Novotná          | Alexandra Fusai Rita Grande                             | 6-3, 6-0      | Tableau |
| 9  | 17/02/1997 | IGA Tennis Classic Oklahoma City                   | Tier III  | 164 250 $   | Dur (int.)      | Rika Hiraki Nana Miyagi              | Marianne Werdel Tami Whitlinger                         | 6-4, 6-1      | Tableau |
| 10 | 17/02/1997 | Faber Grand Prix Hanovre                           | Tier II   | 450 000 $   | Moquette (int.) | Nicole Arendt Manon Bollegraf        | Larisa Neiland Brenda Schultz                           | 4-6, 6-3, 7-6 | Tableau |
| 11 | 07/03/1997 | State Farm Evert Cup Indian Wells                  | Tier I    | 1 250 000 $ | Dur (ext.)      | Lindsay Davenport Natasha Zvereva    | Lisa Raymond Nathalie Tauziat                           | 6-3, 6-2      | Tableau |
| 12 | 20/03/1997 | The Lipton Championships Miami                     | Tier I    | 1 750 000 $ | Dur (ext.)      | Arantxa Sánchez Natasha Zvereva      | Sabine Appelmans Miriam Oremans                         | 6-2, 6-3      | Tableau |
| 13 | 31/03/1997 | Family Circle Mag. Cup Hilton Head                 | Tier I    | 926 250 $   | Terre (ext.)    | Mary Joe Fernández Martina Hingis    | Lindsay Davenport Jana Novotná                          | 7-5, 4-6, 6-1 | Tableau |
| 14 | 07/04/1997 | Bausch & Lomb Championships Amelia Island          | Tier II   | 450 000 $   | Terre (ext.)    | Lindsay Davenport Jana Novotná       | Nicole Arendt Manon Bollegraf                           | 6-3, 6-0      | Tableau |
| 15 | 14/04/1997 | Japan Open Tokyo                                   | Tier III  | 164 250 $   | Dur (ext.)      | Alexia Dechaume Rika Hiraki          | Kerry-Anne Guse Corina Morariu                          | 6-4, 6-2      | Tableau |
| 16 | 21/04/1997 | Danamon Open Jakarta                               | Tier IV   | 107 500 $   | Dur (ext.)      | Kerry-Anne Guse Kristine Radford     | Lenka Němečková Yuka Yoshida                            | 6-4, 5-7, 7-5 | Tableau |
| 17 | 21/04/1997 | Lotto Open Budapest                                | Tier IV   | 107 500 $   | Terre (ext.)    | Amanda Coetzer Alexandra Fusai       | Eva Martincová Elena Wagner                             | 6-3, 6-1      | Tableau |
| 18 | 28/04/1997 | Croatian Ladies Open Bol                           | Tier IV   | 107 500 $   | Terre (ext.)    | Laura Montalvo Henrieta Nagyová      | Maria Jose Gaidano Marion Maruska                       | 6-3, 6-1      | Tableau |
| 19 | 28/04/1997 | Rexona Cup Hambourg                                | Tier II   | 450 000 $   | Terre (ext.)    | Anke Huber Mary Pierce               | Ruxandra Dragomir Iva Majoli                            | 2-6, 7-6, 6-2 | Tableau |
| 20 | 05/05/1997 | Italian Open Rome                                  | Tier I    | 926 250 $   | Terre (ext.)    | Nicole Arendt Manon Bollegraf        | Conchita Martínez Patricia Tarabini                     | 6-2, 6-4      | Tableau |
| 21 | 12/05/1997 | Welsh International Open Cardiff                   | Tier IV   | 107 500 $   | Terre (ext.)    | Debbie Graham Kerry-Anne Guse        | Julie Pullin Lorna Woodroffe                            | 6-3, 6-4      | Tableau |
| 22 | 12/05/1997 | German Open Berlin                                 | Tier I    | 926 250 $   | Terre (ext.)    | Lindsay Davenport Jana Novotná       | Gigi Fernández Natasha Zvereva                          | 6-2, 3-6, 6-2 | Tableau |
| 23 | 19/05/1997 | Internationaux de Strasbourg Strasbourg            | Tier III  | 250 000 $   | Terre (ext.)    | Helena Suková Natasha Zvereva        | Elena Likhovtseva Ai Sugiyama                           | 6-1, 6-1      | Tableau |
| 24 | 19/05/1997 | Open Paginas Amarillas Madrid                      | Tier III  | 175 000 $   | Terre (ext.)    | Mary Joe Fernández Arantxa Sánchez   | Inés Gorrochategui Irina Spîrlea                        | 6-3, 6-2      | Tableau |
| 25 | 21/05/1997 | World Doubles Cup Édimbourg                        |           | 188 125 $   | Terre (ext.)    | Nicole Arendt Manon Bollegraf        | Rachel McQuillan Nana Miyagi                            | 6-1, 3-6, 7-5 | Tableau |
| 26 | 26/05/1997 | Roland-Garros Paris                                | G. Chelem | 4 566 003 $ | Terre (ext.)    | Gigi Fernández Natasha Zvereva       | Mary Joe Fernández Lisa Raymond                         | 6-2, 6-3      | Tableau |
| 27 | 09/06/1997 | DFS Classic Birmingham                             | Tier III  | 164 250 $   | Gazon (ext.)    | Katrina Adams Larisa Neiland         | Nathalie Tauziat Linda Wild                             | 6-2, 6-3      | Tableau |
| 28 | 16/06/1997 | Heineken Trophy Rosmalen                           | Tier III  | 164 250 $   | Gazon (ext.)    | Eva Melicharová Helena Vildová       | Karina Habšudová Florencia Labat                        | 6-3, 7-6      | Tableau |
| 29 | 16/06/1997 | Direct Line International Championships Eastbourne | Tier II   | 450 000 $   | Gazon (ext.)    | NC                                   | Lori McNeil Helena Suková Nicole Arendt Manon Bollegraf | Pluie         | Tableau |
| 30 | 23/06/1997 | The Championships Wimbledon                        | G. Chelem | 4 083 056 $ | Gazon (ext.)    | Gigi Fernández Natasha Zvereva       | Nicole Arendt Manon Bollegraf                           | 7-6, 6-4      | Tableau |
| 31 | 14/07/1997 | Skoda Czech Open Prague                            | Tier IV   | 160 000 $   | Terre (ext.)    | Ruxandra Dragomir Karina Habšudová   | Eva Martincová Helena Vildová                           | 6-1, 5-7, 6-2 | Tableau |
| 32 | 14/07/1997 | Torneo Internazionale Palerme                      | Tier IV   | 163 000 $   | Terre (ext.)    | Silvia Farina Barbara Schett         | Florencia Labat Mercedes Paz                            | 2-6, 6-1, 6-4 | Tableau |
| 33 | 21/07/1997 | Warsaw Cup by Heros Varsovie                       | Tier III  | 164 250 $   | Terre (ext.)    | Ruxandra Dragomir Inés Gorrochategui | Meike Babel Catherine Barclay                           | 6-4, 6-0      | Tableau |
| 34 | 21/07/1997 | Bank of the West Classic Stanford                  | Tier II   | 450 000 $   | Dur (ext.)      | Lindsay Davenport Martina Hingis     | Conchita Martínez Patricia Tarabini                     | 6-1, 6-3      | Tableau |
| 35 | 28/07/1997 | Styria Open Maria Lankowitz                        | Tier IV   | 107 500 $   | Terre (ext.)    | Eva Melicharová Helena Vildová       | Radka Bobková Wiltrud Probst                            | 6-2, 6-2      | Tableau |
| 36 | 28/07/1997 | Toshiba Classic San Diego                          | Tier II   | 450 000 $   | Dur (ext.)      | Martina Hingis Arantxa Sánchez       | Amy Frazier Kimberly Po                                 | 6-3, 7-5      | Tableau |
| 37 | 04/08/1997 | Acura Classic Los Angeles                          | Tier II   | 450 000 $   | Dur (ext.)      | Yayuk Basuki Caroline Vis            | Larisa Neiland Helena Suková                            | 7-6, 6-3      | Tableau |
| 38 | 11/08/1997 | Omnium du Maurier Toronto                          | Tier I    | 926 250 $   | Dur (ext.)      | Yayuk Basuki Caroline Vis            | Nicole Arendt Manon Bollegraf                           | 3-6, 7-5, 6-4 | Tableau |
| 39 | 18/08/1997 | US Hardcourt Championships Atlanta                 | Tier II   | 450 000 $   | Dur (ext.)      | Nicole Arendt Manon Bollegraf        | Alexandra Fusai Nathalie Tauziat                        | 6-7, 6-3, 6-2 | Tableau |
| 40 | 25/08/1997 | US Open Flushing Meadows                           | G. Chelem | 4 976 000 $ | Dur (ext.)      | Lindsay Davenport Jana Novotná       | Gigi Fernández Natasha Zvereva                          | 6-3, 6-4      | Tableau |
| 41 | 15/09/1997 | Toyota Princess Cup Tokyo                          | Tier II   | 450 000 $   | Dur (ext.)      | Monica Seles Ai Sugiyama             | Julie Halard Chanda Rubin                               | 6-1, 6-0      | Tableau |
| 42 | 22/09/1997 | Wismilak International Surabaya                    | Tier IV   | 155 340 $   | Dur (ext.)      | Kerry-Anne Guse Rika Hiraki          | Maureen Drake Renata Kolbovic                           | 6-1, 7-6      | Tableau |
| 43 | 22/09/1997 | Sparkassen Cup International GP Leipzig            | Tier II   | 450 000 $   | Moquette (int.) | Martina Hingis Jana Novotná          | Yayuk Basuki Helena Suková                              | 6-2, 6-2      | Tableau |
| 44 | 06/10/1997 | Porsche Tennis GP Filderstadt                      | Tier II   | 450 000 $   | Dur (int.)      | Martina Hingis Arantxa Sánchez       | Lindsay Davenport Jana Novotná                          | 7-6, 3-6, 7-6 | Tableau |
| 45 | 13/10/1997 | European Indoor Championships Zurich               | Tier I    | 926 250 $   | Moquette (int.) | Martina Hingis Arantxa Sánchez       | Larisa Neiland Helena Suková                            | 4-6, 6-4, 6-1 | Tableau |
| 46 | 20/10/1997 | SEAT Open Luxembourg                               | Tier III  | 164 250 $   | Moquette (int.) | Larisa Neiland Helena Suková         | Meike Babel Laurence Courtois                           | 6-2, 6-4      | Tableau |
| 47 | 20/10/1997 | Challenge Bell Québec                              | Tier III  | 164 250 $   | Moquette (int.) | Lisa Raymond Rennae Stubbs           | Alexandra Fusai Nathalie Tauziat                        | 6-4, 5-7, 7-5 | Tableau |
| 48 | 27/10/1997 | Kremlin Cup Moscou                                 | Tier I    | 926 250 $   | Moquette (int.) | Arantxa Sánchez Natasha Zvereva      | Yayuk Basuki Caroline Vis                               | 5-3, ab.      | Tableau |
| 49 | 03/11/1997 | Ameritech Cup Chicago                              | Tier II   | 450 000 $   | Moquette (int.) | Alexandra Fusai Nathalie Tauziat     | Lindsay Davenport Monica Seles                          | 6-3, 6-2      | Tableau |
| 50 | 10/11/1997 | Advanta Championships Philadelphie                 | Tier II   | 450 000 $   | Moquette (int.) | Lisa Raymond Rennae Stubbs           | Lindsay Davenport Jana Novotná                          | 6-3, 7-5      | Tableau |
| 51 | 17/11/1997 | Volvo Women’s Open Pattaya                         | Tier IV   | 107 500 $   | Dur (ext.)      | Kristine Radford Corina Morariu      | Florencia Labat Dominique Monami                        | 6-3, 6-4      | Tableau |
| 52 | 17/11/1997 | Chase Championships New York                       | Masters   | 2 000 000 $ | Moquette (int.) | Lindsay Davenport Jana Novotná       | Alexandra Fusai Nathalie Tauziat                        | 6-7, 6-3, 6-2 | Tableau |

### Double mixte
| No | Date       | Nom et lieu du tournoi         | Catégorie | Dotation    | Surface      | Vainqueures                   | Finalistes                      | Score          |         |
| -- | ---------- | ------------------------------ | --------- | ----------- | ------------ | ----------------------------- | ------------------------------- | -------------- | ------- |
| 1  | 29/12/1996 | Hyundai Hopman Cup IX Perth    | ITF       | 800 000 $   | Dur (int.)   | Chanda Rubin Justin Gimelstob | Amanda Coetzer Wayne Ferreira   | 2 matchs à 1   | Tableau |
| 2  | 13/01/1997 | Ford Australian Open Melbourne | G. Chelem | 4 058 100 $ | Dur (ext.)   | Manon Bollegraf Rick Leach    | Larisa Neiland J. de Jager      | 6-3, 6-75, 7-5 | Tableau |
| 3  | 26/05/1997 | Roland-Garros Paris            | G. Chelem | 4 566 003 $ | Terre (ext.) | Rika Hiraki Mahesh Bhupathi   | Lisa Raymond Patrick Galbraith  | 6-4, 6-1       | Tableau |
| 4  | 23/06/1997 | The Championships Wimbledon    | G. Chelem | 4 083 056 $ | Gazon (ext.) | Helena Suková Cyril Suk       | Larisa Neiland Andreï Olhovskiy | 4-6, 6-3, 6-4  | Tableau |
| 5  | 25/08/1997 | US Open Flushing Meadows       | G. Chelem | 4 976 000 $ | Dur (ext.)   | Manon Bollegraf Rick Leach    | Mercedes Paz Pablo Albano       | 3-6, 7-5, 7-63 | Tableau |

## Classements de fin de saison
| Rang | Joueuse            |
| ---- | ------------------ |
| 1    | Martina Hingis     |
| 2    | Jana Novotná       |
| 3    | Lindsay Davenport  |
| 4    | Amanda Coetzer     |
| 5    | Monica Seles       |
| 6    | Iva Majoli         |
| 7    | Mary Pierce        |
| 8    | Irina Spîrlea      |
| 9    | Arantxa Sánchez    |
| 10   | Mary Joe Fernández |
| 11   | Nathalie Tauziat   |
| 12   | Conchita Martínez  |
| 13   | Sandrine Testud    |
| 14   | Anke Huber         |
| 15   | Brenda Schultz     |
| 16   | Sabine Appelmans   |
| 17   | Lisa Raymond       |
| 18   | Dominique Monami   |
| 19   | Ruxandra Dragomir  |
| 20   | Ai Sugiyama        |

| Rang | Joueuse            |
| ---- | ------------------ |
| 1    | Natasha Zvereva    |
| 2    | Lindsay Davenport  |
| 3    | Martina Hingis     |
| 4    | Gigi Fernández     |
| 5    | Arantxa Sánchez    |
| 6    | Jana Novotná       |
| 7    | Manon Bollegraf    |
| 8    | Nicole Arendt      |
| 9    | Larisa Neiland     |
| 10   | Helena Suková      |
| 11   | Caroline Vis       |
| 12   | Lisa Raymond       |
| 13   | Nathalie Tauziat   |
| 14   | Alexandra Fusai    |
| 15   | Yayuk Basuki       |
| 16   | Mary Joe Fernández |
| 17   | Patricia Tarabini  |
| 18   | Nana Miyagi        |
| 19   | Conchita Martínez  |
| 20   | Naoko Kijimuta     |

## Fed Cup
| Date     | Lieu                      | Surf.         | Vainqueur                                                    | Finaliste                                                  | Score |         |
| 04/10/97 | Bois-le-Duc, Brabant Hall | Carpet (int.) | Mary Pierce Sandrine Testud Nathalie Tauziat Alexandra Fusai | Miriam Oremans Caroline Vis Manon Bollegraf Brenda Schultz | 4-1   | Tableau |

## Sources
- (en) WTA Tour : site officiel
- (en) [PDF] WTA Tour : palmarès complet 1971-2011
- (en) [PDF] « WTA Tour : prize money leaders 1997 (au 24/11/1997) »(Archive.org • Wikiwix • Archive.is • Google • Que faire ?)